# Salvaterra de Magos e Foros de Salvaterra
Salvaterra de Magos e Foros de Salvaterra (llamada oficialmente União das Freguesias de Salvaterra de Magos e Foros de Salvaterra) es una freguesia portuguesa del municipio de Salvaterra de Magos, distrito de Santarén.

## Historia
Fue creada el 28 de enero de 2013 en aplicación de una resolución de la Asamblea de la República de Portugal promulgada el 16 de enero de 2013 con la unión de las freguesias de Foros de Salvaterra y Salvaterra de Magos, pasando su sede a estar situada en la antigua freguesia de Salvaterra de Magos.

## Demografía
| Gráfica de evolución demográfica de Salvaterra de Magos e Foros de Salvaterra entre 2011 y 2021 |
|                                                                                                 |
| Datos según el nomenclátor publicado por el INE portugués.                                      |